# Andreas Rieser
Andreas Rieser (* 1. Juli 1908 in Dorfgastein; † 3. März 1966 in Bramberg am Wildkogel) war österreichischer Priester des Erzbistums Salzburg. Er wurde als entschiedener Gegner des Nationalsozialismus verfolgt und sieben Jahre in Konzentrationslagern interniert.

## Leben

### Herkunft, Ausbildung und Tätigkeit bis zur Internierung
Geboren wurde Andreas Rieser am 1. Juli 1908 als zweites Kind von Josef und Theresia Rieser. Seine Eltern bewirtschafteten einen als „ärmlich“ beschriebenen Bergbauernhof, das Präaugut im Ortsteil Luggau der Gemeinde Dorfgastein im heutigen Bezirk St. Johann im Pongau. Er hatte zwei Schwestern und vier Brüder, von denen einer später den elterlichen Hof weiter bewirtschaftete. Die Familie war tief im katholischen Glauben verwurzelt und die Eltern legten bei der Erziehung ihrer Kinder besonderen Wert auf „innere Festigkeit“ und „Geradlinigkeit“. Schon als Kind, er war auch Ministrant in seiner Heimatpfarrei, verspürte Andreas Rieser die Berufung zum Priester. Nach dem Besuch des Kollegium Borromaeum Salzburg studierte er am Priesterseminar in Salzburg.
Am 10. Juli 1932 empfing er die Priesterweihe und feierte seine Primiz am 31. Juli im heimatlichen Dorfgastein. 1933 bekam er eine Stelle als Pfarrvikar in Stumm im Zillertal. Schon vor dem Anschluss Österreichs an das nationalsozialistische Deutsche Reich 1938 hatte er sowohl von der Kanzel als auch in persönlichen Gesprächen immer wieder vor dem Nationalsozialismus gewarnt. Das Gendarmeriepostenkommando Kaltenbach schrieb am 7. Juli 1938 an die Gendarmerie in Dorfgastein: „Rieser war stets ein ausgesprochener Gegner des Nationalsozialismus und hat […] dadurch öfter Ärgernis erregt. Er soll vor ca. 2 Jahren unter anderem auch den Ausspruch getan haben ‚Zehn Kommunisten sind mir lieber wie ein Nazi‘“. Während der Zeit, in der die NSDAP in Österreich verboten war, habe Rieser diese öfters von der Kanzel „geschmäht“. In seiner Pfarrgemeinde war Rieser als eifriger, engagierter und offener Priester und Seelsorger beliebt, der sich besonders um die Jugend kümmerte. An seine Geradlinigkeit, durchaus verbunden mit einer gewissen Strenge, erinnerten sich die Stummer Bürger noch nach Jahrzehnten.
Am 1. Juni fuhr Andreas Rieser nach Dorfgastein, um an einer Beerdigung teilzunehmen und dem dortigen Pfarrer, Arno Binna, beim vierzigstündigen „Stundgebet“ an Pfingsten auszuhelfen. Zwei Tage später erhielt dieser einen Warnung, dass aufgrund verschiedener gegen die Nationalsozialisten gerichteter Aussagen und Schriften seine Verhaftung durch diese geplant sei. Daraufhin flüchtete Arno Binna nach Italien. Die Pfarrei wurde in Folge Rieser als Pfarradministrator anvertraut, von dem bald aktenkundig wurde, dass er in seinen Predigten „versteckte Kritik“ an den neuen Verhältnissen übe.
Am 18. Juni wurde er, nach eigenen Angaben, beauftragt, für den neu renovierten Kirchturm der Pfarrkirche in Dorfgastein eine Gedenkschrift zu verfassen, die versiegelt im Turmknauf hinterlegt werden sollte. Er übergab das versiegelte Schreiben an den Spengler, damit dieser es an der vorgesehenen Stelle hinterlegte. Dieser brach das Siegel auf und leitete die Schrift an die örtlichen NS-Funktionäre weiter. Inhaltlich hatte Andreas Rieser, nachdem er die Machtergreifung der NSDAP in Deutschland durch „Rücksichtslosigkeit und Gewalt“ beschrieben hatte, bedauert, dass es Bundeskanzler Schuschnigg nicht gelungen sei, „unter den Nazis etwas aufzuräumen“, um den von ihm als „Überfall“ bezeichneten Anschluss Österreichs zu verhindern. Er prangerte in dem Schreiben die „miserable“ wirtschaftliche Lage, den Hitlergruß, die „religiöse Lauheit“ einschließlich der Auflösung der katholischen Vereine und des Verbots von Zeitungen an. Des Weiteren beklagte er darin die schwierige Lage von Priestern. Den Schluss seines Schreibens bildet ein Hinweis auf das „berüchtigte KZ Dachau“, in dem viele Männer, die unter Schuschnigg gewirkt hätten, „schrecklich misshandelt“ würden. Er sagte in dem Schreiben auch einen „furchtbaren“ Weltkrieg voraus. Seine Biografin Birgit Kaiser zweifelt bei Teilen dieser Schreiben an der Authentizität, da von dem Originalschreiben nur eine Abschrift durch die örtlichen Gendarmen erhalten ist, die sowohl sprachlich als auch aufgrund unzähliger Rechtschreib-, Interpunktions- und auch sachlicher Fehler kaum originalgetreu das Schreiben eines studierten Theologen wiedergeben kann.

### Leben im KZ
Am 23. Juni 1938 wurde Andreas Rieser durch den Revierinspektor Emil Hübner, der schon die oben genannte Abschrift mitverfasst hatte, um 23.15 Uhr verhaftet. Über das sogenannte Polizeigefangenenhaus Salzburg kam er am 30. Juni ins Polizeigefängnis München und von dort am 3. August 1938 ins KZ Dachau, wo er die Häftlingsnummer 21859 erhielt. Wegen des Verhaftungsgrundes erhielt er dort den Spitznamen „Kaplan vom Zwiebelturm“.
Er kam als Schutzhäftling ins KZ, der in eine Strafkompanie eingewiesen wurde. Schon bei seiner Aufnahme musste er miterleben, wie ein jüdischer Häftling wahrscheinlich totgeprügelt wurde. Nachdem er sich unwillkürlich bekreuzigt hatte, wurde er von einem anderen Häftling gewarnt, dies zukünftig zu unterlassen, da er ansonsten mit schlimmsten Strafen rechnen müsse. In dem Kommando wurde er dann gezwungen, nassen Beton mit Schubkarren im Laufschritt durch die Gegend zu fahren. Seine blutigen Hände wurden danach von SS-Wachmännern mit Iod behandelt, die dabei, um ihn weiter zu demütigen, von einer Salbung sprachen.
In Dachau wurde er einmal von den Wachen an einem Strick zu einem Arbeitskommando aus Juden gezerrt, die gerade rostigen Stacheldraht abbauten und zusammenwickelten. Nach verbalen Demütigungen aller Beteiligten, wobei man die jüdischen Gefangenen zwang, zu sagen, sie hätten Christus ermordet, musste Rieser sich selbst eine „Dornenkrone“ aus Stacheldraht wickeln, die ihm die Wachmänner auf den Kopf setzten. Sie zwangen die jüdischen Häftlinge, ihn anzuspucken, und ließen ihn danach Balken als Ersatz für das Kreuz schleppen, wobei sie ihn mehrfach zu Fall brachten.
Insbesondere an christlichen Hochfesten zwang man ihn und andere Priester zu besonders erniedrigenden Tätigkeiten, während man ihnen gleichzeitig die sofortige Freilassung versprach, falls sie den Priesterberuf aufgäben.
Am 27. September 1939 wurde er ins KZ Buchenwald verlegt, wo er die Häftlingsnummer 1977 erhielt. Rieser bezeichnete Dachau später als „Mutter und Haupt der Konzentrationslager, Hochburg des Schmerzes, Hochofen der Prüfung und Läuterung“, während er Buchenwald für einen Priester als „Überhölle“ bezeichnete. Am 8. Dezember 1940 wurde er, vermutlich aufgrund eines Erlasses, dort alle Priester im Pfarrerblock gemeinsam zu internieren, nach Dachau zurückverlegt.
Im April 1942 wurde er Kommandoschreiber. Diese relativ einflussreiche Position erlaubte es ihm, anderen zu helfen. Es sind Zeugenaussagen ehemaliger Mitgefangener überliefert, in denen er als „Engel von Dachau“ bezeichnet wird. So habe er sein Zigarettenkontingent gegen Brot getauscht und dieses dann in die Strafkompanie geschmuggelt. Nachdem am 12. April 1945 der seitherige Lagerdekan Georg Schelling aus dem KZ entlassen worden war, übertrug Kardinal Michael von Faulhaber diese Funktion an Andreas Rieser. Er wurde gezwungen, an einem der „Evakuierungsmärsche“ aus dem KZ Dachau teilzunehmen, bei dem er das Allerheiligste aus der Lagerkapelle bei sich trug. Der Todesmarsch löste sich bei Waakirchen auf, weil die SS-Wachmannschaften vor der heranrückenden US-Armee flüchteten. In Waakirchen übergab er das Allerheiligste an den örtlichen Pfarrer, bei dem er mit anderen Priestern und auch Laien die folgende Nacht verbrachte.

### Leben nach der Befreiung und Nachwirken
Am 31. Mai 1945, am Fronleichnamsfest, fast genau sieben Jahre nach seiner Verhaftung, konnte er erstmals wieder einen Gottesdienst in seiner Heimatpfarrei Dorfgastein zelebrieren. Andreas Rieser vergab den Schuldigen an seinem Leid und versuchte sich mit ihnen zu versöhnen, obwohl sich keiner von diesen bei ihm je entschuldigte.
Im Laufe des Jahres 1945 wurde er als Pfarrvikar von Reith im Alpbachtal eingesetzt. 1948 wurde er Pfarrer von Bramberg am Wildkogel. Gesundheitlich litt er während seines gesamten weiteren Lebens an den Folgen der Misshandlungen in den Konzentrationslagern. Auch die Folgeschäden aus den Verletzungen bei einem Autounfall vom 4. September 1950 beeinträchtigten ihn.
1953 wurde er von Andreas Rohracher zum Geistlichen Rat ernannt. Als Pfarrer wird er so beschrieben, dass er durchaus im Religionsunterricht auch einmal „grob zu den Kindern“ war, was allerdings in der damaligen Zeit überall, auch bei weltlichen Lehrkräften, gängige Praxis war. Zu seinen Ministranten war er allerdings immer sehr freundlich und machte mit ihnen auch Ausflüge. Gegenüber Kindern habe er seine Zeit im KZ nie erwähnt. Bei der Kirchenrenovierung der örtlichen Pfarrkirche zwischen 1962 und 1964 habe Andreas Rieser auch selbst im Arbeitsanzug mitgeholfen. Er starb am 3. März 1966, als er zu Fuß auf dem Heimweg von einem Krankenbesuch mit Spendung der Sterbesakramente war, an einem Herzinfarkt. Er war Ehrenbürger von Dorfgastein und wurde auf dem Friedhof Dorfgastein bestattet.
In einem in der Kirchzeitung der Erzdiözese Salzburg veröffentlichten Nachruf wurde er als „Bekennerpriester“ bezeichnet, dessen Name von allen, die ihn „aus seiner Leidenszeit in Dachau kannten, stets mit Verehrung genannt worden ist“.
Christian Wallner drehte 1983 das dokumentarische Fernsehspiel „Der Zwiebelturm“ über sein Leben, das auch im ORF ausgestrahlt wurde. Dieses war nach „tatsächlichen Vorfällen gestaltet“, nahm sich allerdings in vielen Details einiges an künstlerischer Freiheit, die es als Quelle für Riesers Leben eher zweifelhaft erscheinen lassen. Im Schlusswort zu dem Film heißt es, dass er in seiner Heimat vergessen sei und man keineswegs stolz auf ihn war.
Ignaz Steinwender, der sein kurzes Lebensbild in Große Gestalten der Kirche in Tirol – Lebensbilder verfasst hatte, nannte ihn dort 2002 einen „Propheten, der in seiner Heimat nichts galt“.
Nachdem der Historiker Rudolf Leo ihn 2013 in seinem Band Pinzgau unter dem Hakenkreuz gewürdigt hatte, begann man sich seiner wieder zu erinnern. In der Folge wurde am 3. November der Platz vor der Kirche in Dorfgastein nach ihm benannt und es wurde in der Kirche eine Erinnerungstafel angebracht. Die Ausstellung „Blutzeugen des Glaubens“ mit sechs Schautafeln, ergänzt um drei Schautafeln zu Andreas Rieser, war im November 2013 in der dortigen Gemeindeverwaltung zu sehen.
Auf der Website der Gemeinde Dorfgastein ist heute (2016) zu lesen, dass „der Dorfgasteiner Bauernsohn – ein Vorbild des Glaubens, der Zivilcourage und der Mitmenschlichkeit –, […] für viele ein Heiliger (ist).“